# Cássia Eller
Cássia Rejane Eller (Rio de Janeiro, 10 de desembre de 1962 — ib., 29 de desembre de 2001), més coneguda com Cássia Éller va ser una cantant, compositora i multi-instrumentista brasilera. Va ser una de les majors representants del rock brasiler dels anys 90 i fou escollida com la 18ª millor veu i la 40ª millor artista de la música brasilera per la revista Rolling Stone Brasil. Va llançar cinc àlbums d'estudi en vida: Cássia Eller (1990), O Marginal (1992), Cássia Eller (1994), VenenoAntiMonotonia (1997) i Com Você... Meu Mundo Ficaria Completo (1999). El seu sisè àlbum d'estudi, Dez de Dezembro (2002) va ser llançat pòstumament. L'àlbum més exitòs de la Cássia va ser l'Acústico MTV (2001), amb més d'un milió de còpies venudes i un premi Grammy Llatí de Millor Àlbum de Rock brasiler.
Cássia va morir als 39 anys, el 29 de desembre de 2001, després d'un infart de miocardi causat per una malformació del seu cor.

## Biografia
Cássia Rejane Eller va néixer el 10 de desembre de 1962 a la ciutat de Rio de Janeiro. Filla de Nanci Ribeiro, mestressa de casa, i d'Altair Eller, un sargent paracaigudista de l'Exèrcit. El nom va ser suggerit per l'àvia, devota de Santa Rita de Cássia.
Als 4 anys Cássia va patir febre reumàtica i va haver de medicar-se amb benzilpenicil·lina benzatina durant 22 anys.
Als 6 anys es va traslladar amb la seva família cap a Belo Horizonte, capital de l'estat de Minas Gerais. Als 10, va anar a Santarém (Pará) i als 12 anys va tornar a Rio. L'interès per la música va començar als 14 anys, quan van regalar-li una guitarra. Va aprendre a tocar-la i a parlar anglès amb les músiques dels Beatles. Als 18 anys va arribar a Brasília, on es va traslladar la seva família. Allí, va cantar a un cor, va fer proves per a musicals, va treballar en dues òperes com a corista, a més de presentar-se com a cantant d'un grup de forró. També va formar part, durant un any, del primer trio elèctric de Brasília, denominat Massa Real, i va tocar el surdo en un grup de samba. Va treballar en diversos bars (com el Bom Demais), cantant i tocant. El primer reconeixement dins del món artístic arribà el 1981, participant a un espectacle d'Oswaldo Montenegro.
Un any més tard, als 19 anys, cercant la seva llibertat personal, va tornar a Belo Horizonte mirant de trobar un lloc per a viure i una feina. Va passar a treballar com a auxiliar de paleta i va llogar una habitació, on va estar vivint. Cássia no va arribar a acabar l'educació secundària.

## Carrera
Es caracteritzava per la seva veu greu i per l'ecletisme musical: va interpretar cançons de grans compositors del rock brasiler, com Cazuza, Renato Russo i Rita Lee, a més d'artistes de la MPB com Marisa Monte, Caetano Veloso i Chico Buarque, passant pel pop-rock de Nando Reis, rap de Xis, fins a sambes de Riachão i rocks internacionals de Janis Joplin, Jimi Hendrix, The Beatles, John Lennon o Nirvana.
Les majors influències musicals de Cássia foren John Lennon, Paul McCartney i Nina Simone.
Va tenir una trajectòria musical bastant important, encara que curta, amb una desena d'àlbums propis gravats en el transcurs de dotze anys de carrera. De fet, fins 1989 la seva carrera no va enlairar-se. Ajudada per un oncle seu, va gravar una cinta demo amb la cançó "Por Enquanto", de Renato Russo. Aquest mateix oncle va dur la cinta a la PolyGram i va resultar en la contractació de la Cássia per la gravadora. La seva primera participació en disc va ser el 1990, a l'LP de Wagner Tiso intitulado "Baobab", fent els cors a la cançó "Totem".
El primer àlbum de Cássia, Cássia Eller va ser llançat per la PolyGram el 1990. En 1992 llança el seu segon àlbum, O Marginal i el 1994 va ser llançat el tercer àlbum de la cantant, titulat Cássia Eller, que contava amb el hit "Malandragem", una cançó inèdita de Cazuza. El quart àlbum de la cantant, Veneno AntiMonotonia va ser llançat en 1997 com un tribut a en Cazuza, i compta amb versions de cançons del cantant.
El 1992, Cássia va fer un duet amb el cantant líric Edson Cordeiro a "A Rainha da Noite / I Can't Get No (Satisfaction)" La cançó va ser inclosa a l'àlbum homònim d'Edson Cordeiro, llançat el 1992.
Per influència del fill, Chicão, que vora els 4 anys va dir que la seva mare cridava massa i que preferia Marisa Monte, Cássia va passar a cantar d'una manera més tranquil·la. Va ser llavors quan la Cássia va llançar l'àlbum Com Você... Meu Mundo Ficaria Completo en 1999, produït per Nando Reis. D'aquest àlbum van sortir els hits "O Segundo Sol" i "Palavras ao Vento".
La mare de Cássia, Nanci Ribeiro, va cantar junt amb la seva filla el tema "Pedra Gigante" de l'àlbum Com Você... Meu Mundo Ficaria Completo. "Ella era cantant abans de casar-se amb el meu pare. Va ser qui em va ensenyar tot, cantava per Dolores Duran i Maysa. Em vaig emocionar i ella estava super nerviosa. No sabia ni posar-se els auriculars, però va enregistrar-la a la primera", va dir Cássia sobre la seva mare.
El 13 de gener de 2001, Cássia Eller va actuar a l'escenari Mundo del festival Rock in Rio per a un públic de prop de 200 mil persones. Cássia va atendre la petició del seu fill Chicão i va incloure la cançó "Smells Like Teen Spirit" de Nirvana al seu repertori del festival. Chicão va actuar com a percussionista en aquesta cançó i va guanyar el seu primer cachê: 20 reals pagats per sa mare. Dave Grohl, ex-bateria de Nirvana i vocalista de Foo Fighters, va elogiar la versió de Cássia. Aquella mateixa nit, Cássia va pujar dalt de l'escenari durant el concert dels Foo Fighters i va fer una abraçada a en Dave Grohl, qui estava celebrant el seu 32 aniversari.
En desembre de 2002 va ser llançat l'àlbum Deu de Desembre, primer àlbum pòstum de la Cássia, que incloïa temes inèdits com "No Recreio" i "All Star", aquesta última sobre l'amistat de Cássia amb en Nando Reis.
Cássia Eller sempre va tenir una forta presència a l'escenari i preferència pels àlbums gravats en directe. Era convidada sovint per fer participacions especials i rebia composicions especialment escrites per ella.
Una altra característica important és que ella va assumir la posició d'intèrpret quasi exclusivament, havent compost només tres de les cançons que va gravar al llarg de la seva carrera: "Lullaby" (junt amb Márcio Faraco) del seu primer disc, Cássia Eller, de 1990 (LP amb 60.000 còpies venudes, sobretot a causa de l'èxit de "Por Enquanto"; "Eles" (junt amb Luiz Pinheiro i Tavinho Fialho), i "O Marginal" (d'ella amb Hermelino Neder, Luiz Pinheiro i Zé Marcos), en el segon disc, El Marginal (1992). Cássia també va compondre la cançó instrumental "Do Lado do Avesso" (títol batejat pel fill de la cantant), que va ser llançada el 2012 en el CD/DVD pòstum Cássia Eller - Do Lado do Avesso, un registre del concert "Luz do Solo", gravat el 2001 a l'antic ATL Hall de Rio.
La cançó "Flor do Sol", composta als 19 anys en col·laboració amb la Simone Saback a Brasília, va ser descoberta 30 anys després i llançada a iTunes en el 50è aniversari de la cantant, el 10 de desembre de 2012. Els productors van mantenir la guitarra acústica i la veu de la cantant, originalment gravats en una cassete, i afegiren altres instruments, entre ells el fill de Cássia (llavors amb 19 anys) qui va tocar aquella mateixa guitarra.

## Vida personal

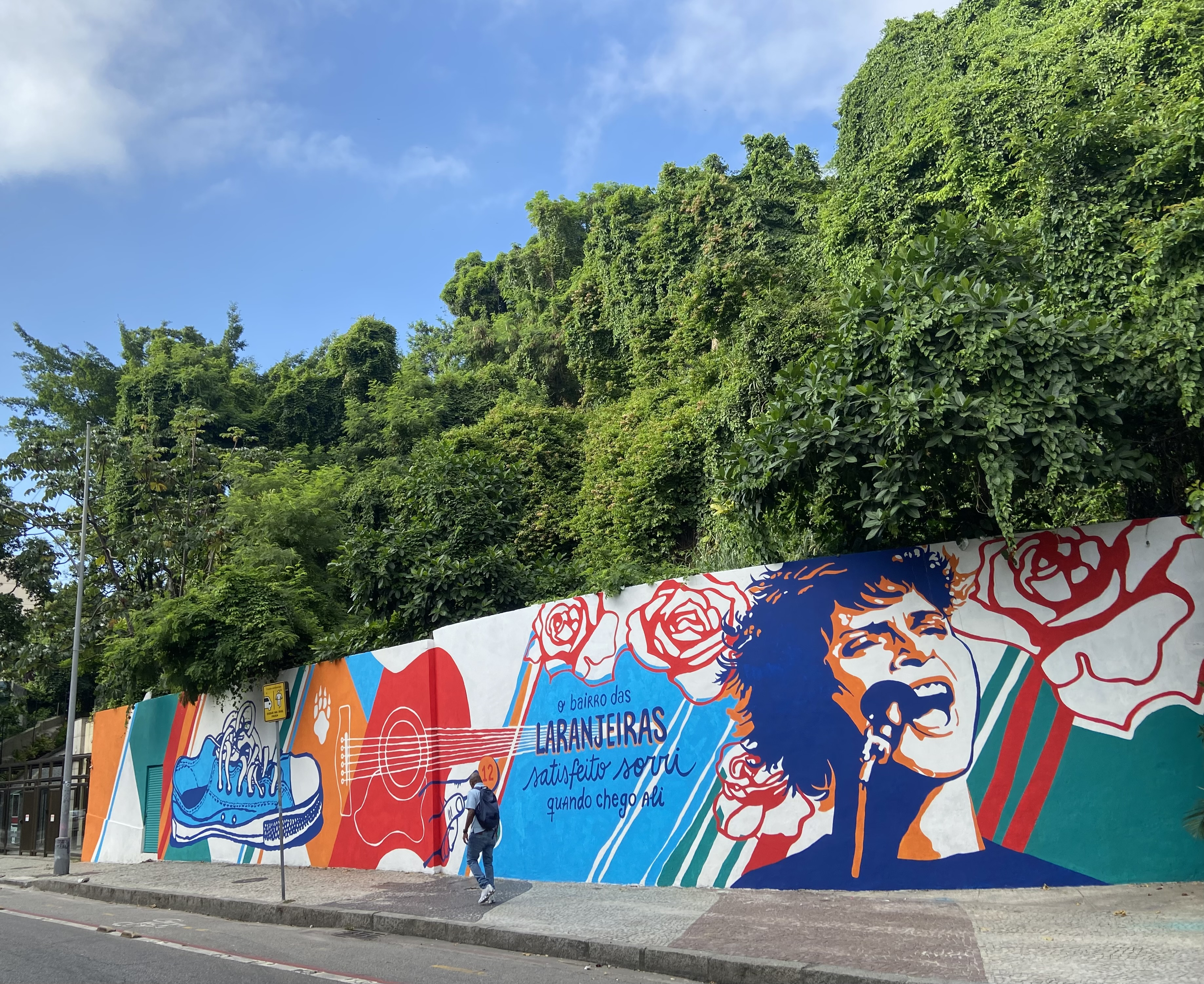
Mural en honor a Cássia Eller al barri de Laranjeiras, Rio de Janeiro.

Cássia Eller era assumidament bisexual. Va tenir un únic fill, Francisco Ribeiro Eller (nascut el 28 d'agost de 1993), carinyosament anomenat Chicão, fruit d'una relació casual amb un amic, el baixista Tavinho Fialho, qui formava part de la seva banda. Tavinho era casat, però des del principi la Cássia el va deslliurar de la responsabilitat parental. El músic va morir en un accident de cotxe una setmana abans del naixement del fill. L'embaràs no va ser planejat, però la companya sentimental de Cássia, Maria Eugênia Vieira Martins, el va acceptar de bon grat. El nom Francisco va ser inspirat en la cançó del mateix nom de Milton Nascimento, enregistrada per la Cássia per l'àlbum Ioiô d'en Nelson Faria, estant embarassada de vuit mesos. Renato Russo va compondre la cançó "1º de Julho" per a la Cássia durant el seu embaràs. La cançó va ser llançada primerament a l'àlbum Cássia Eller de 1994 i també va ser inclosa a l'àlbum A Tempestade de Legião Urbana, la banda de Russo, publicat el 1996.
Cássia i Maria Eugênia van ser parella fins a la mort de la cantant. Les dues es van conèixer a Brasília el 1987, van fer-se amigues i es van enamorar. En una entrevista a la revista Marie Claire d'octubre de 2001, Cássia va dir que l'hagués agradat poder-se casar legalment amb la Maria Eugênia, per poder garantir els drets d'ella i del fill Francisco, i si a ella li passés alguna cosa, Maria Eugênia passaria a ser la responsable de criar en Francisco. No obstant això, després de la mort de Cássia, el seu pare, Altair Eller, va entrar en un procés judicial per la custòdia del net. El cas era inèdit al Brasil i Maria Eugênia va rebre el suport de la mare i dels germans de la Cássia. El gener de 2002, per primera vegada la Justícia brasilera va concedir a una dona la custòdia provisional del fill de la seva companya. El jutge responsable pel cas va entrevistar Francisco, va comprovar el seu progrés escolar, va sopesar les seves preferències afectives i, mancant una legislació brasilera que tractés específicament l'adopció de nens per parelles homosexuals, va optar per confiar-ho a l'Eugênia. El 31 d'octubre de 2002, en una decisió inèdita, la Justícia va concedir a la Maria Eugênia la tutela definitiva d'en Francisco. La tutela va ser concedida pel jutge Luiz Felipe Francisco, després d'un acord entre Eugênia i el pare de Cássia. L'avi va desistir de la demanda de custòdia després que en Francisco manifestés que li agradaria quedar-se amb Maria Eugênia, a qui també anomenava 'mare'. Chicão també és músic i ha adoptat el nom artístic Chico Chico.
La cantant era aficionada apassionada del Clube Atlético Mineiro, havent estat, contactada per a rebre l'insignia "Galo de Prata" (Gall d'argent), concedida als aficionats il·lustres del club. Amb la seva mort prematura, el trofeu va acabar sent lliurat, el 2002, a la seva mare Nanci, qui va manifestar: "l'any passat la Cássia va fer un concert a Curitiba, i en Levir Culpi [entrenador de l'Atlético Mineiro nascut a Curitiba] va enviar una samarreta del "Galo" [sobrenom del club] per a ella, a través del seu fill. Tots els instruments d'ella porten l'escut del Atlético. Ella sempre col·locava l'escut en les coses que guanyava. Inclús hi ha un escut a la porta de l'estudi que la Cássia tenia a casa seva".

## Últims mesos
2001 va ser un any bastant productiu per la Cássia Eller. El 13 de gener de 2001, va actuar al Rock in Rio III, en un concert en que interpretà baião, samba i clàssics de la MPB a ritme de rock. Aquest dia, el programa de concerts va ser el següent: R.E.M., Foo Fighters, Beck, Barão Vermelho, Fernanda Abreu i Cássia Eller. 190 mil persones van assistir a aquesta actuació.
Entre maig i desembre, Cássia Eller va fer 95 concerts, fet que va dur-la a gravar un DVD conforme als seus gustos: en directe. L'Acústico MTV, gravat entre el 7 i 8 de març a São Paulo, en el qual Cássia va comptar amb la participació de Nando Reis a les cançons "Relicário" i "De Esquina". Aquest àlbum va ser compost per 17 pistes, un Making Of, galeria de fotos, discografia i i-clip. L'àlbum va vendre més d'un milió de còpies i va resultar el major èxit de la carrera de Cássia, sent que, fins llavors i malgrat les bones vendes i l'experiència, mai no havia estat considerada una cantant extremadament popular.
El mateix any de 2001, ella actuaria a la gala de premis Video Music Brasil, de la MTV, al costat de Rita Lee, Roberto de Carvalho i Nando Reis cantant "Top Top" d'Os Mutantes, tema present en el seu Acústico MTV.
Aquell cap d'any, ella havia d'actuar a la plaça de Ó, a Barra da Tijuca, a la ciutat de Rio, durant les festes del "réveillon". Va morir dos dies abans, el 29 de desembre i va haer de ser substituida per Luciana Mello. Diversos artistes van retre homenatge a la cantant en els seus concerts de cap d'any.

## Mort

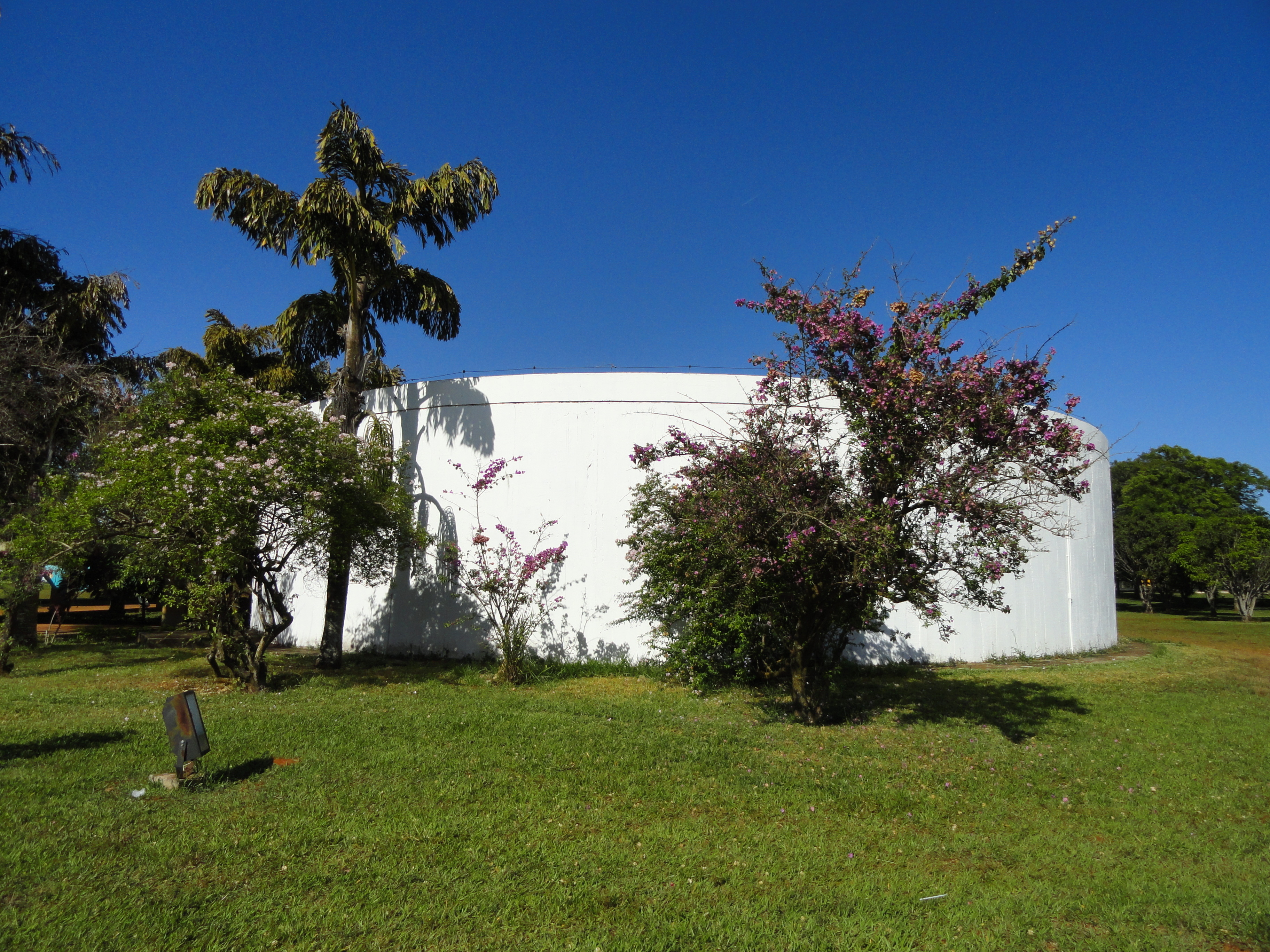
Sala Cássia Eller en Brasília. Aquest espai, obert el 1977 amb el nom Sala Funarte, va passar per una àmplia reforma el 2001, sent rebatejada un any desprès com a homenatge pòstum a la cantant.

Cássia Eller va morir el 29 de desembre de 2001, a l'apogeu de la seva carrera, amb només 39 anys, a la clínica Santa Maria, al barri de Laranjeiras, en la zona sud de Rio de Janeiro, desprès de patir quatre parades cardíaques, a causa d'un infart de miocardi sobtat. La cantant va ingressar a les 13h i va ser ingressada a la UCI. Segons el seu mànager, la cantant se sentia malament i va tenir nàusees, en la seva opinió causades per l'estrès ocasionat per l'excés de treball: "Ella està treballant molt. En set mesos, va fer més de cent concerts", deia. Es va especular amb la hipòtesi d'una sobredosi d'estupefaents, ja que Cássia havia admès públicament consumir cocaïna. No obstant això, Cássia havia revelat l'octubre de 2001, en una entrevista a la revista Marie Claire, que portava dos anys neta. La sospita va ser considerada inicialment com a causa de la mort, no obstant això va ser descartada pels informes pericials de l'Institut Mèdic Legal de Rio, després de practicar-li l'autòpsia. Els informes confirmaren que Eller havia mort d'infart, causat per una malformació del seu cor. Els exàmens toxicològics no van trobar residus d'alcohol ni drogues en el cos de la cantant. Els exàmens histopatològics van revelar que Cássia tenia problemes cardíacs, com una coronarioesclerosi lleu (principi de formació de trombos de greix) i una fibrosi miocardíaca (cicatrius resultants d'altres lesions preexistents).
Cássia va ser sepultada al Cementiri Parque Jardim da Saudade, al barri Sulacap de la ciutat de Rio de Janeiro.
El 29 d'octubre de 2004, el Ministeri Públic de Rio de Janeiro va iniciar un procés contra els metges que van atendre Cássia a la Clínica Santa Maria, al·legant que el tractament aplicat pels metges va fer que ella tingués menys oportunitats de sobreviure, sent així sospitosos d'homicidi culpós (sense intenció de matar). La denúncia va ser feta en base a l'informe pericial que indicava que la primera de les quatre aturades cardiorrespiratòries hauria estat causada per l'aplicació indeguda del medicament Plasil, contraindicat per a qui va usar drogues o alcohol. Entre les errades atribuïdes als metges, el fiscal va citar el fet que la Cássia no havia estat sotmesa a un rentat d'estómac per eliminar les substàncies tòxiques, no havia rebut sedants i havia ingerit substàncies que són contraindicades per a pacients amb aturada cardiorrespiratòria. La denúncia també va considerar que, desprès de la primera aturada cardíaca, els metges haurien d'haver fet diálisi o un altre procediment per a impedir la progressió del quadre que va dur la cantant al coma i a la mort. El 24 de novembre de 2004, la jutgessa de la 29ª Vara Criminal del Tribunal de Justícia de Rio, Maria Tereza Donatti, va rebutjar la denúncia de la Fiscalia. Segons la jutgessa, els fiscals es van basar en la suposició de que Cássia hauria ingerit alcohol i cocaïna abans de morir, cosa que no va quedar demostrada per l'examen toxicològic, i que la denúncia tindria que basar-se en dades extretes de l'interrogatori policial i no podria ser fundada en meres conjectures. La jutgessa va afirmar, a més, que les consideracions fetes per les pèrites legals Tânia Donati Paes Rius i Eliani Spinelli a petició de la Fiscalia, tampoc donaven suport a l'acusació. La primera va informar que no era possible apuntar amb total seguretat quina fou la raó de la primera parada cardíaca soferta per Cássia. La segona va sostenir que Cássia no havia presentat diversos símptomes comuns en un usuari d'estimulants com la cocaïna.

## Homenatges

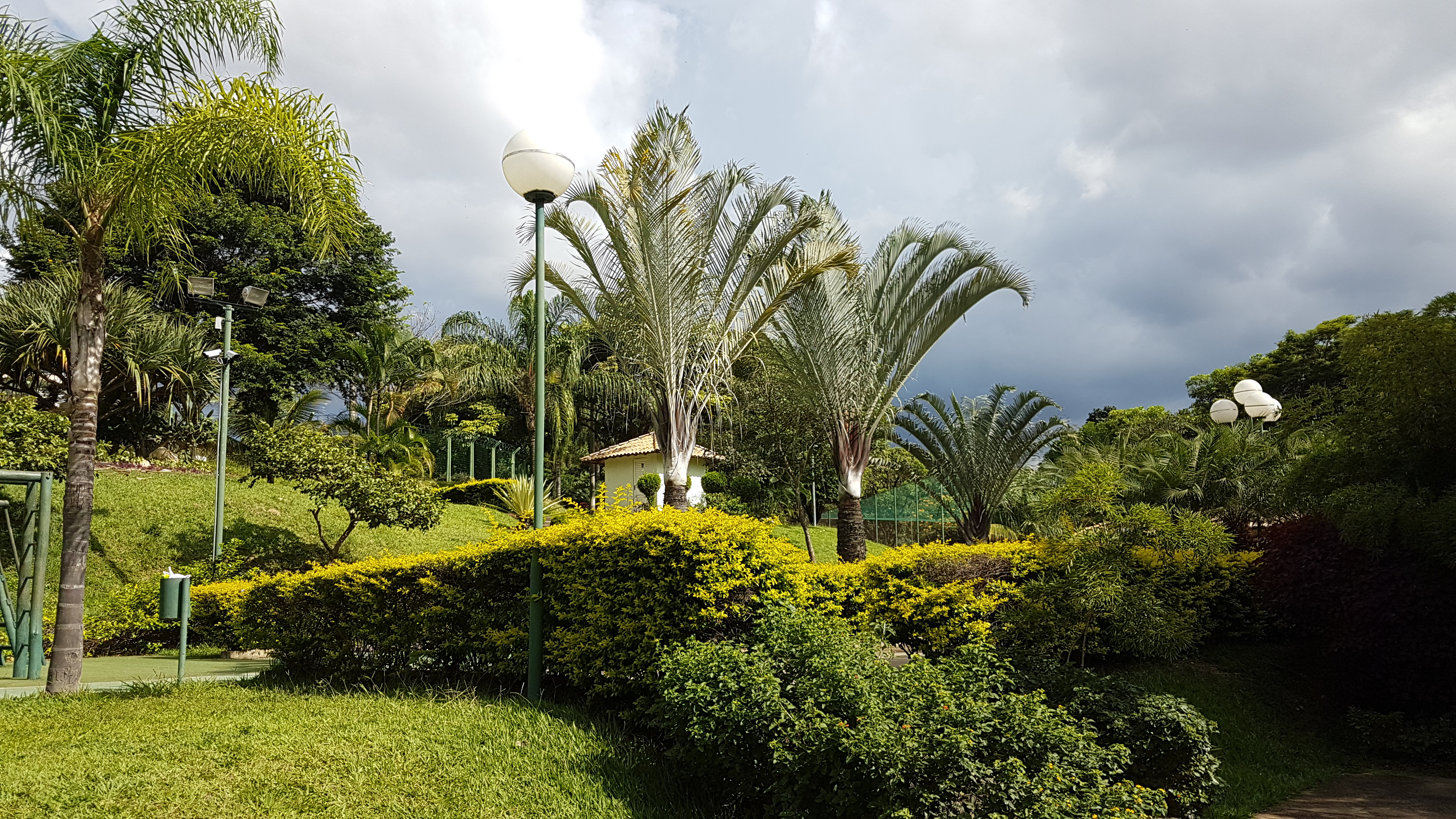
Parc batejat en honor a la cantant, a Belo Horizonte.

El 2002 va ser llançada a biografia Cássia Eller - Canção na Voz do Fogo ('Cançó a la veu de foc'), escrita per Beatriz Helena Ramos Amaral.
La biografia Apenas uma Garotinha - A História de Cássia Eller ('Tan sols una noieta', vers de la seva cançó Malandragem), escrita pels periodistes Eduardo Bell i Ana Cláudia Landi, va ser publicada en 2005.
Chorão, vocalista de la banda Charlie Brown Jr. va compondre la cançó O Dom, A Inteligência e a Voz per a la Cássia Eller, sota comanda de la cantant. Cássia va morir abans de poder enregistrar-la i va ser publicada per la banda com a homenatge pòstum en l'àlbum de 2009 Camisa 10 Joga Bola Até na Chuva.
Cássia és esmentada a la cançó "Back In Vânia" de Nando Reis, llançada a l'àlbum Sei de 2012.
Cássia Eller - O Musical va estrenar-se el 2014 amb direcció de João Fonseca i Viníciús Arneiro, text de Patrícia Andrade, i amb Tacy de Campos interpretant la Cássia. El musical fa gira pel Brasil i l'any 2019 continuava en cartellera.
El documental Cássia Eller, dirigit per Paulo Henrique Fontenelle, va ser llançat en 2015.

## Premis i nominacions
Grammy Llatí
| Any  | Treball                                | Categoria                                  | Resultat  |
| ---- | -------------------------------------- | ------------------------------------------ | --------- |
| 2000 | Com Você... Meu Mundo Ficaria Completo | Millor Àlbum de Rock en Llengua Portuguesa | Nominat   |
| 2002 | Acústico MTV                           | Millor Àlbum de Rock en Llengua Portuguesa | Guanyador |
| 2003 | Dez de Dezembro                        | Millor Àlbum de Rock en Llengua Portuguesa | Nominat   |

## Discografia

### Àlbums d'estudi
| Any  | Detalls de l'àlbum                                                            | Vendes    |
| ---- | ----------------------------------------------------------------------------- | --------- |
| 1990 | Cássia Eller - Publicat: Setembre de 1990 - Gravadora: PolyGram               | - 60.000  |
| 1992 | O Marginal - Publicat: Juliol de 1992 - Gravadora: PolyGram                   | - 40.000  |
| 1994 | Cássia Eller - Publicat: 1994 - Gravadora: PolyGram                           | - 156.000 |
| 1997 | Veneno AntiMonotonia - Publicat: 1997 - Gravadora: PolyGram                   | - 120.000 |
| 1999 | Com Você... Meu Mundo Ficaria Completo - Publicat: 1999 - Gravadora: PolyGram | - 300.000 |
| 2002 | Dez de Dezembro - Publicat: 2002 - Gravadora: Universal Music Group           | - 50.000  |

### Àlbums en directe
| Any  | Detalls de l'àlbum                                                          | Vendes      |
| ---- | --------------------------------------------------------------------------- | ----------- |
| 1996 | Cássia Eller Ao Vivo - Publicat: 1996 - Gravadora: So Lliure                | - 180.000   |
| 1998 | Veneno Vivo - Publicat: 1998 - Gravadora: PolyGram                          | - 100.000   |
| 2001 | Acústico MTV - Publicat: 2001 - Gravadora: Universal Music                  | - 1.000.000 |
| 2006 | Rock in Rio: Cássia Eller Ao Vivo - Publicat: 2006 - Gravadora: MZA/Artplan |             |
| 2012 | Do Lado do Avesso - Publicat: 2012 - Gravadora: Universal Music             |             |
| 2019 | Todo Veneno - Publicat: 2019 - Gravadora: Universal Music                   |             |